# Ana da Áustria, Rainha da França
Ana Maria Maurícia de Habsburgo (Valladolid, 22 de setembro de 1601 – Paris, 20 de janeiro de 1666), foi a esposa do rei Luís XIII e Rainha Consorte da França e Navarra de 1615 até 1643, além de regente durante a menoridade de seu filho Luís XIV, entre 1643 e 1651. 

## Aparência

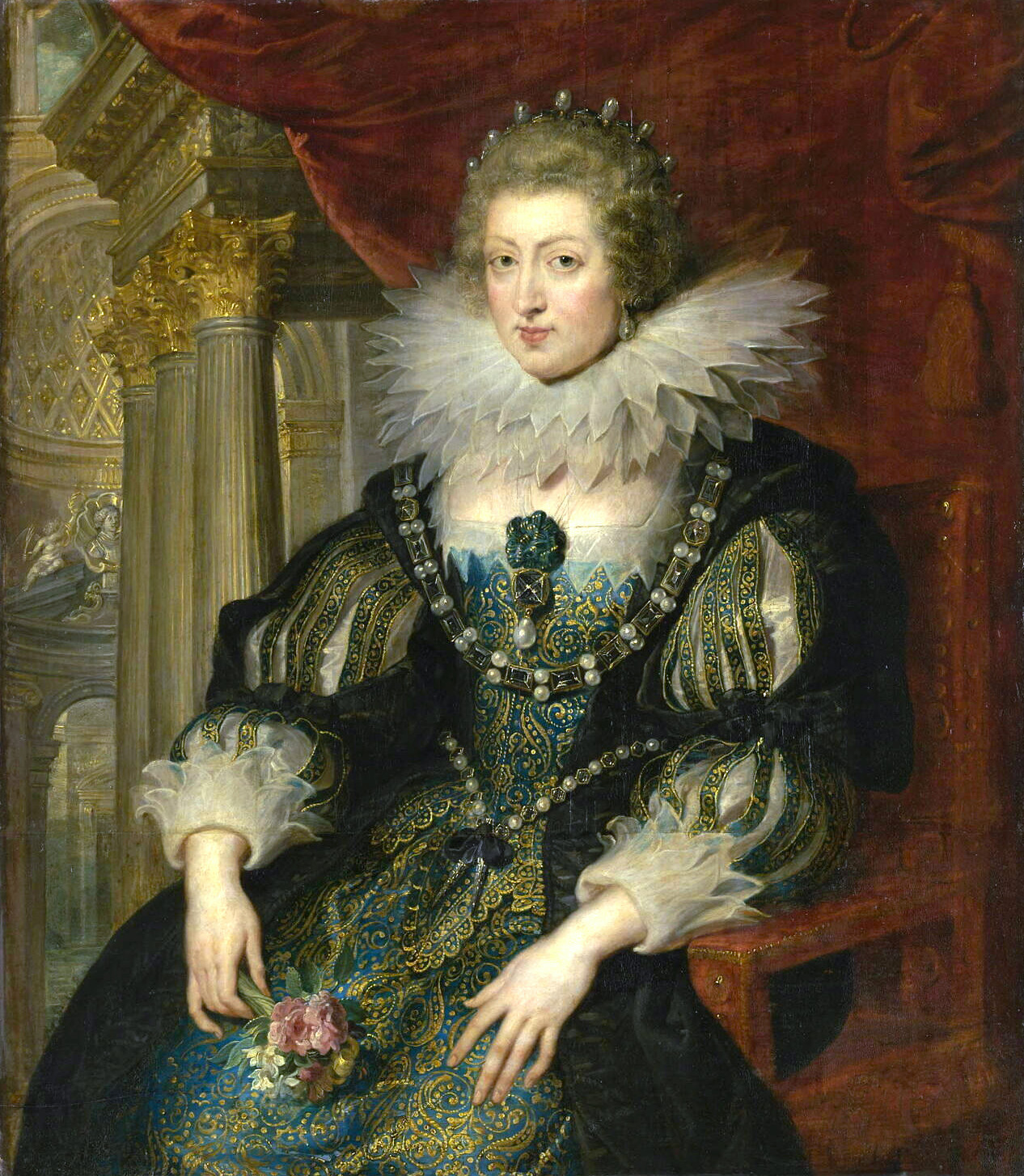
Ana da Áustria, Rainha da França
Peter Paul Rubens, c. 1620. No Museu do Louvre.

Quando menina, Ana tinha cabelos claros e levemente ondulados, pele branca e um nariz pequeno e elegante. O lábio inferior era saliente, como era típico dos Habsburgos. Os olhos eram verdes escuros.
A historiadora francesa Claude Dulong, referindo-se a um retrato de Rubens no Louvre, decreve-a como: "A mesma luz solar brilhante que doura a pintura também irradiava de Ana da Áustria. Não há nada de espanhol nessa infanta espanhola. Seus olhos verdes, seu corpo rosado, sua pele de lírio e rosa, para usar o idioma da época, eram tão deslumbrantes quanto o volume de seu cabelo. Ela tinha talvez um nariz ligeiramente irregular e um lábio inferior grosso, que sugeria sangue Habsburgo, mas era essa sugestão que tornava sua boca sensual. Ana tinha um corpo pequeno, mas perfeitamente modelado, que permaneceu assim por muito tempo. Quanto às suas mãos, elas eram tão delicadas que são até mencionadas em sua oração fúnebre."
Em 1613, Ana contraiu varíola, mas a doença não afetou sua aparência.

## Início de vida
Batizada como Ana Maria Maurícia, era filha do rei Filipe III da Espanha, da casa de Habsburgo, oriunda da Áustria, isto fazia de Ana uma infanta da Espanha e arquiduquesa da Áustria. Ela também era uma infanta de Portugal durante o domínio espanhol sobre Portugal.
Seus pais, que eram muito piedosos, deram a Ana uma educação muito religiosa. Ao contrário dos costumes da época, que sugeriam a separação das crianças reais dos pais, Ana cresceu no seio de uma família amorosa. A família permaneceu unida e Ana foi muito apegada aos irmãos até o fim da vida.

## Casamento

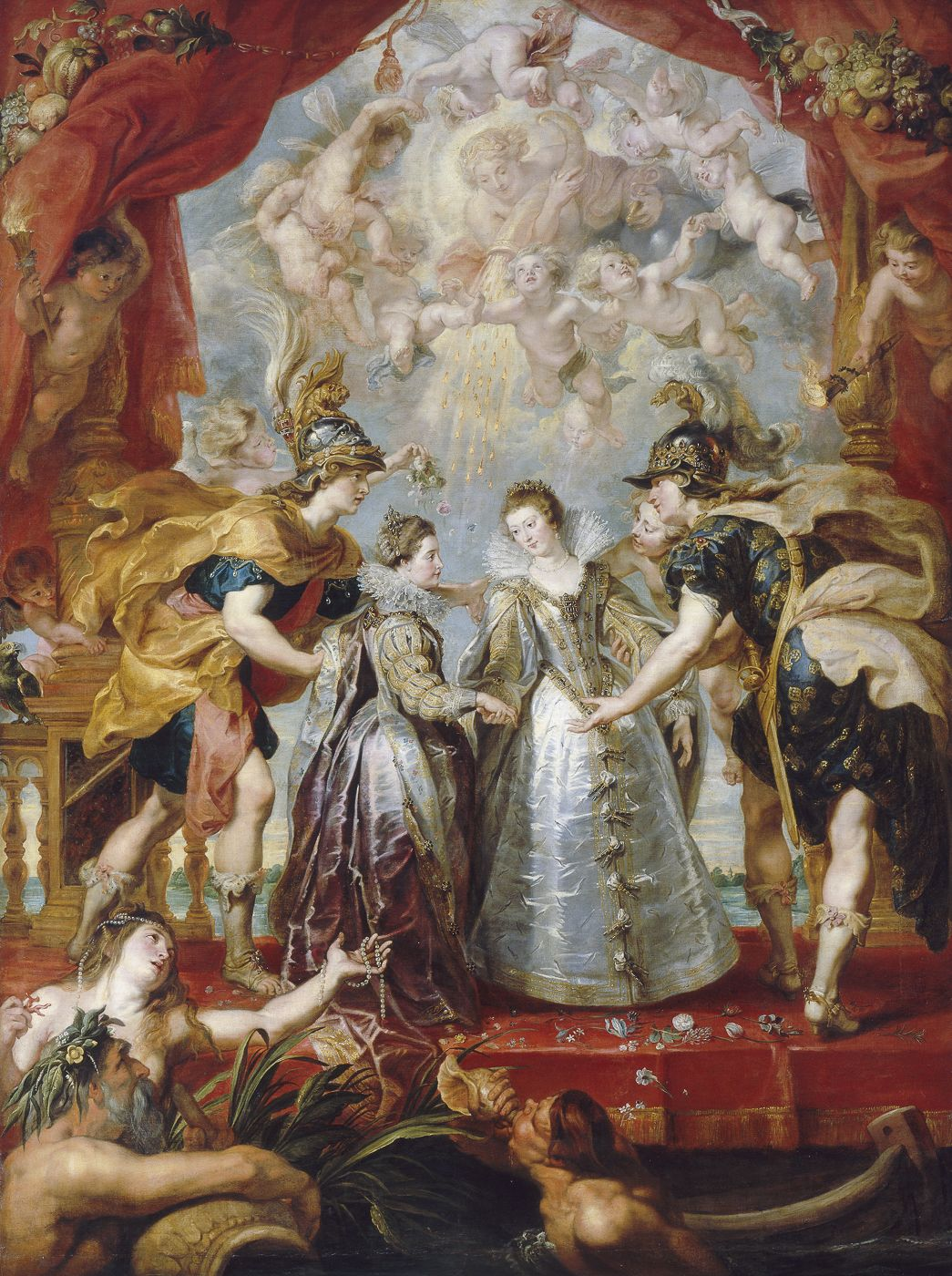
Alegoria da troca das princesas Ana e Isabel na Ilha dos Faisões, por Rubens, c. 1620

Quando Ana tinha 10 anos, a corte espanhola iniciou as negociações de um casamento duplo entre as famílias reais da França e Espanha. O irmão de Ana, Filipe, Príncipe das Astúrias (futuro Filipe IV da Espanha), se casaria com a filha de Henrique IV da França, Isabel, e o filho e herdeiro do rei francês, Luís (futuro Luís XIII da França), desposaria Ana. Mas, Henrique IV considerava os Habsburgos seus arqui-inimigos e descartou quaisquer planos de matrimónio. No entanto, cerca de um ano após a morte de Henrique IV, em 1612, sua viúva Maria de Médici, com o apoio do partido católico, em um reviravolta política, procurou uma aliança matrimonial com a Espanha afim de solidificar a paz entre as duas potências católicas. Finalmente, o contrato de casamento foi assinado em Fontainebleau em 22 de agosto de 1612. Filipe III, esperando que a presença da sua filha na corte francesa estimulasse os interesses espanhóis, deu-lhe instruções secretas.
Como Ana, que tinha o direito de herdar o trono espanhol, renunciou à suas reivindicações, Filipe III teve que pagar um dote de 500.000 coroas. Luís XIII prometeu que Ana receberia uma pensão de 21.000 francos por ano em caso de viuvez, e que suas "despesas de quarto" e as quantias apropriadas ao seu status e necessárias para a manutenção de sua casa seriam cobertas. Ela pode ir aonde quiser, levando consigo seu dote, bens, móveis, subordinados e criados.
Em 18 de outubro de 1615, Ana, então com 14 anos, casou por procuração na Catedral de Burgos com o jovem rei Luís XIII. O noivo foi representado pelo duque de Lerma, ministro do rei da Espanha. No mesmo dia, em Bordéus, a irmã de Luís XIII, Isabel, casou com o irmão de Ana, o Filipe, Príncipe das Astúrias. Mais tarde, em 9 de novembro, as princesas foram "trocadas" na Ilha dos Faisões, localizada na fronteira entre França e Espanha.

## Vida na França
Na França, Ana se estabeleceu no Louvre com sua comitiva, recebeu todas as honras apropriadas, mas teve dificuldade em se conectar com sua nova família. Sua sogra, Maria de Médici, ainda detinha o título de rainha e não demonstrava respeito pela nora. Seu marido, Luís XIII, era introvertido, inclinado a homossexualidade e preferia a caça à esposa. A personalidade do marido contrastava com a de Ana, extrovertida e amante do teatro e da dança, de modo que ela preferia viver isolada em sua própria pequena corte, cercada por damas espanholas, não conseguindo melhorar seu francês.
Esse cenário só começou a se desenvolver em 1617, após Luís XIII expulsar sua mãe e o conselho católico da corte francesa. O novo favorito do rei, o duque de Luynes, ciente dos problemas diplomáticos e dinásticos que a indiferença do rei para com a rainha estava causando, tentou mediar a situação. Luynes fez com que Ana expulsasse as damas espanholas de sua corte e as substituísse por francesas. Depois, sob a influência da esposa do duque, Maria de Rohan, a rainha começou a se vestir e a se comportar como uma francesa, chegando a ser coagida a usar roupas decotadas. Diz-se que o casamento só foi consumado na primavera de 1619, quando Luynes forçou o rei a dormir com a rainha.
Por um curto período de tempo as relações entre Ana e Luís XIII melhoraram gradualmente e, quando a rainha adoeceu gravemente em janeiro de 1620, Luís permaneceu ao seu lado por um longo tempo. No entanto, Ana não foi admitida no Conselho do Rei, do qual sua sogra ainda era membro. Assim, Ana não teve oportunidade de desempenhar o papel político que seu pai esperava dela. Ademais, após três abortos espontâneos no início do casamento, parecia impossível o casal ter um herdeiro ao trono, e Ana, mais uma vez, foi privada da atenção do marido. Em 14 de março de 1622, a rainha sofreu um acidente enquanto brincava com as damas da corte nas galerias escuras do Louvre, resultando em um aborto espontâneo. Luís XIII estava zangado com ela, mas ainda mais com Maria de Rohan, duquesa de Luynes, que ele considerava imperdoável por permitir que a rainha agisse de forma tão descuidada. O rei removeu temporariamente Maria de Rohan, deixando-a com as funções de mordoma-chefe da rainha. Mas seu casamento com o duque de Chevreuse a tornou intocável. Durante o exílio de Maria de Rohan, Ana frequentemente a visitava e se correspondia com ela. A duquesa, que não tolerava o rei, exercia uma influência prejudicial sobre a rainha.
Como Habsburgo e católica devota, Ana ficou horrorizada quando o primeiro-ministro, o cardeal Richelieu, entrou em guerra contra a Espanha ao lado dos príncipes protestantes em 1635. Sob a influência da duquesa de Chevreuse, a rainha envolveu-se em várias intrigas contra as políticas de Richelieu e foi acusada de participar na conspiração do duque de Chalais contra a vida de Luís XIII e na conspiração do favorito de Luís XIII, o marquês de Cinq Mars. Em agosto de 1637, Ana foi colocada sob suspeita. Por ordem de Luís XIII, uma investigação policial foi conduzida sobre as ações da rainha. O convento de Val-de-Grâce, onde Ana tinha o costume de se refugiar, foi revistado. Luís XIII ordenou que ele assinasse uma confissão sobre sua correspondência ilícita e a sua correspondência foi então aberta. Finalmente, sua comitiva foi expurgada e a problemática duquesa de Chevreuse foi exilada.

### Nascimento dos filhos

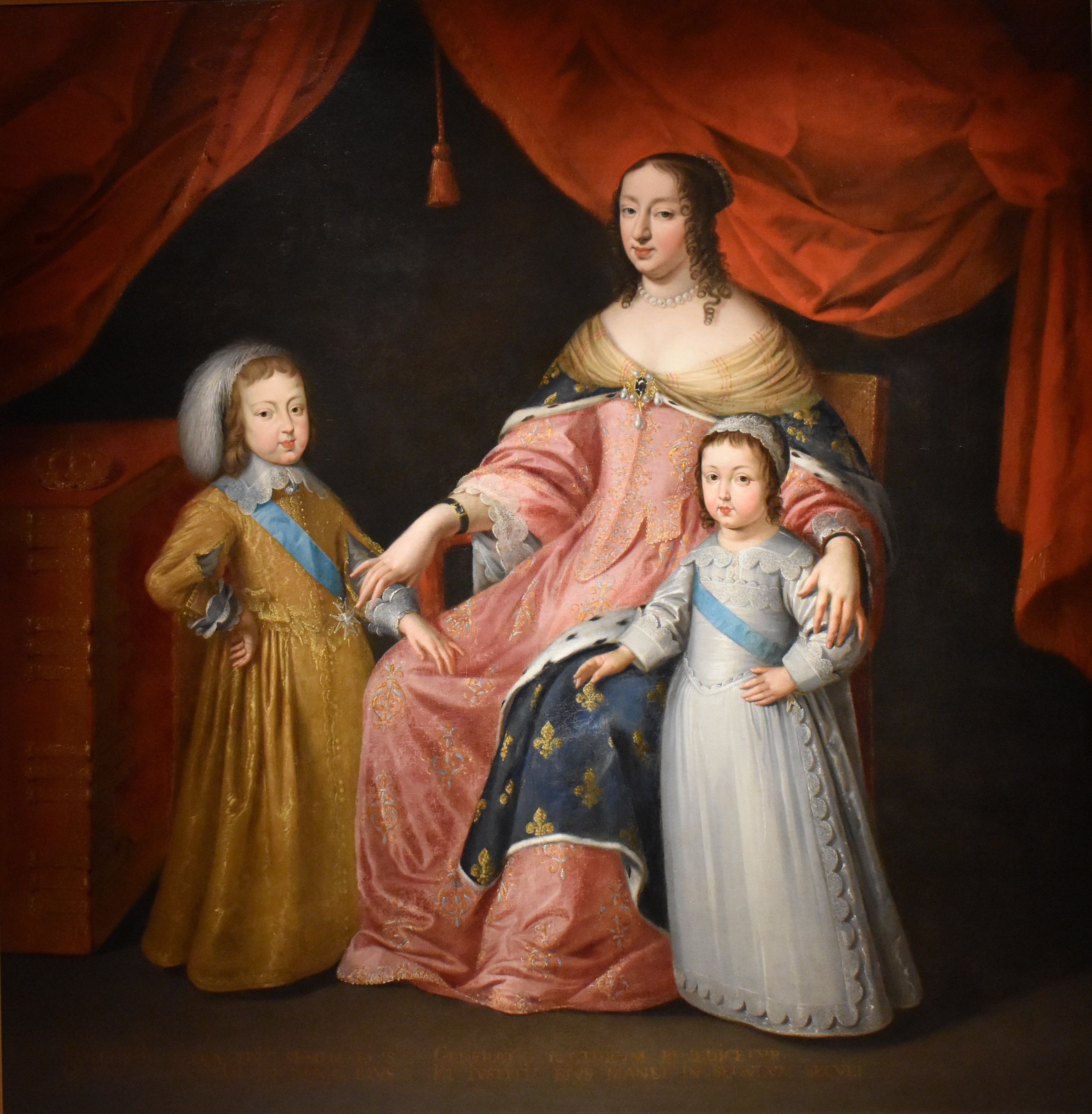
Ranha Ana com os filhos Luís, delfim da França e Filipe, duque de Anjou.

Após vinte-e-três anos de casamento em conflito, Ana teve um encontro fatídico com o marido em 5 de dezembro de 1637. Este último estava a caminho de seu pavilhão de caça em Versalhes ou Saint-Maur, mas teve que interromper a viagem devido ao mau tempo e passar a noite no Louvre, onde a rainha havia se instalado para o inverno. Naquela época, apenas os aposentos dos senhores, onde eles viviam, eram aquecidos nos castelos. O rei foi então forçado a dormir no único quarto aquecido, que pertencia à rainha. Nove meses depois, em 5 de setembro de 1638, Ana, de 38 anos, deu à luz seu primeiro filho saudável, o delfim Luís–Dieudonné, mais tarde rei Luís XIV da França. Algum tempo depois, em 21 de setembro de 1640, Ana deu à luz um segundo filho, Filipe. Com isso, sua posição na corte estava finalmente garantida. Mesmo após estes nascimentos, Luís XIII tentou impedir que Ana conseguisse a regência da França após sua morte, o que aconteceu em 11 de maio de 1643, pouco tempo depois da morte do Cardeal de Richelieu.

## Regência
Foi regente em 1643, obtendo do Parlamento cassar o testamento do marido, que limitava seus poderes. Morto em 1642 Richelieu, ela entregou o poder como ministro a Jules Mazarin, cardeal Giulio Mazarino, que se tornou seu favorito, no difícil período da Fronda. Quando terminou a Fronda parlamentar, em 11 de março de 1649, em Rueil, Ana e Mazarino concluíram a paz com o Presidente do Parlamento de Paris, Mathieu Molé.

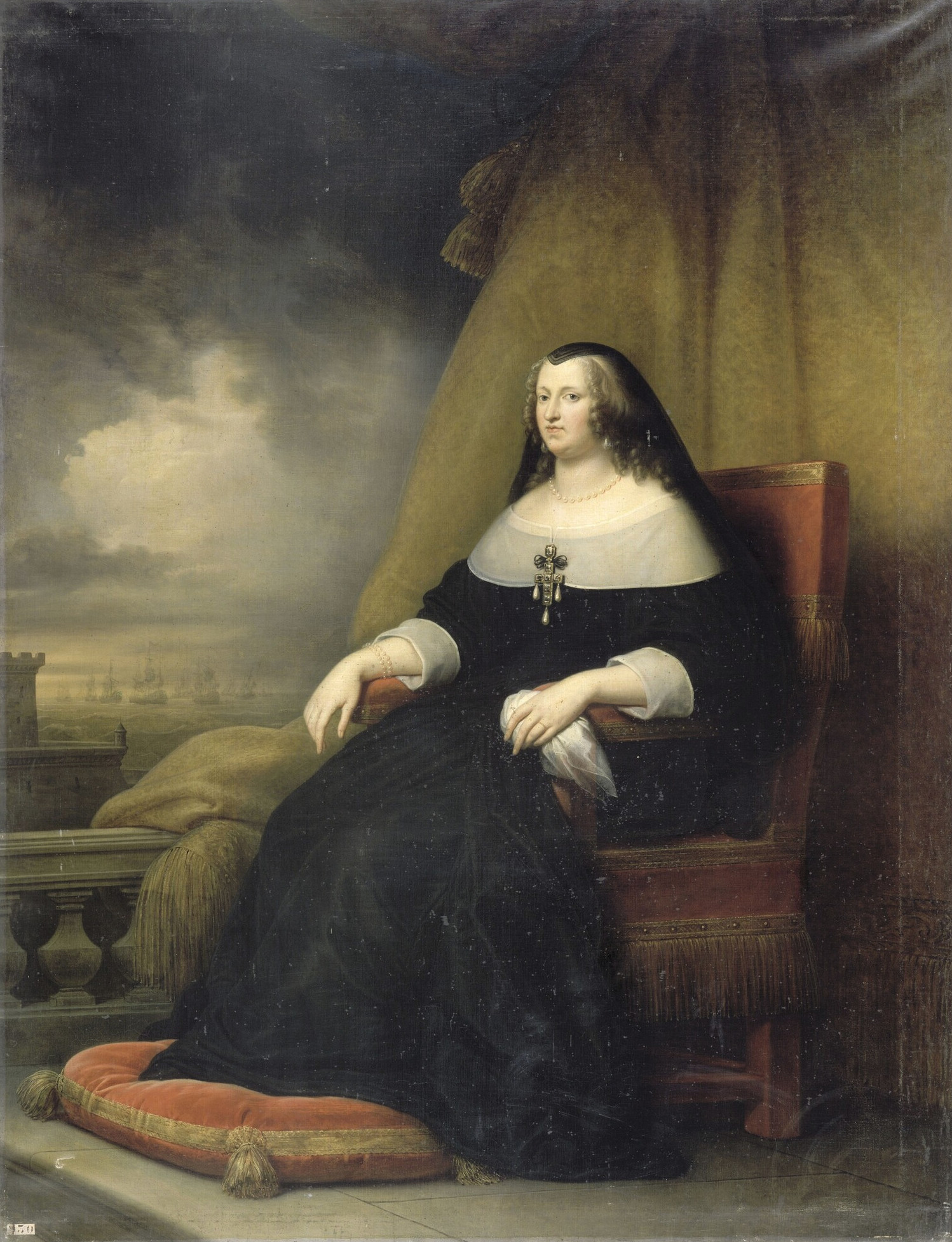
Regente rainha Ana.

Na época da monarquia, os magistrados exerciam a justiça, tendo também por missão registrar os editos reais. Em 1648, Ana governava como regente por ser mãe do jovem rei Luís XIV, uma criança de nove anos, e se beneficiava dos úteis conselhos do cardeal. O país teve guerras externas contra os Habsburgos, que forçaram ao aumento dos impostos. Bastou isso para que os privilegiados se rebelassem. Em 13 de maio de 1648, o Parlamento de Paris convidou seus colegas provinciais a reformar o que estimava serem abusos do Estado. Ana fingiu submeter-se, depois mandou prender o chefe dos rebeldes, como se conhecia, os frondeurs, que era o popular Pierre Broussel. Paris se levantou em armas, o conselheiro teve que ser libertado.
Tendo a França ganhado a guerra, assinado o Tratado de Vestfália, Mazarino e a regente decidiram dar fim à Fronda. Em 5 de janeiro de 1649, com o jovem rei, fixaram residência em Saint-Germain-en-Laye enquanto o exército real, comandado pelo príncipe de Condé, apelidado le Grand Condé, sitiava Paris. Os parlamentares, que detinham muitos privilégios graças à monarquia, não tinham vontade de uma revolução. Preferiram entregar as armas, apesar do ódio que tinham ao estrangeiro italiano, Mazarino.
O cardeal e a regente lutaram depois contra a Fronta dos Príncipes, mais violenta mas atrapalhada. Depois de ter tomado o partido do rei contra os parlamentares Condé, o antigo vencedor de Rocroi, descontente porque Mazarino se mantinha no poder, intrigará com outros grandes aristocratas: seu irmão, o príncipe de Conti, o duque e a duquesa de Longueville, o cardeal de Retz. Preso, Condé foi detido em Vincennes por 13 meses. Diante da anarquia célere, Ana se resignou a libertá-lo, fingiu separar-se de Mazarino. Condé tomou a chefia da Fronda. Combateu na rua de Santo Antônio (o faubourg Saint-Antoine) em 12 de julho de 1652 contra seu eterno rival, Turenne, que voltara ao partido do rei. Entrou mesmo em Paris, mas sua falta de habilidade, sua aliança com os espanhóis, causarão a derrota de seus partidários e ao retorno de Mazarino. Luís XIV poderá penetrar então em sua capital. Lembrando seus temores de menino, guardará rancor contra os parisienses e mais tarde escolherá abandonar o palácio do Louvre, residência da corte há quatro séculos, e construir um novo palácio em Versailles.
A monarquia francesa sairá mais forte das provas da Fronda, enquanto a Inglaterra experimentará a República depois de ter executado seu rei Carlos I. A França evoluirá para uma monarquia absoluta e a Inglaterra para uma monarquia constitucional.

## Representações na cultura
Televisão
- The Three Musketeers (1966)

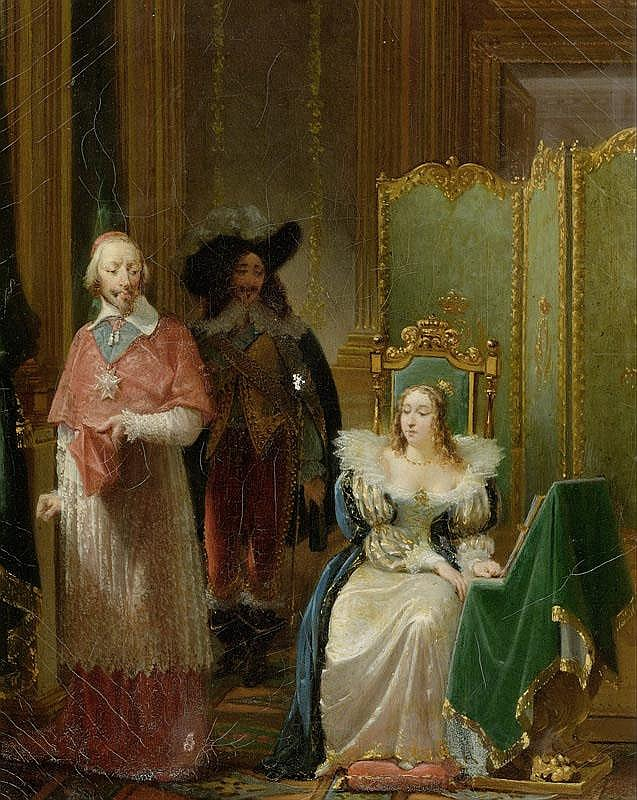
Representação moderna da regente Ana e o cardeal de Richelieu.

- The Further Adventures of the Musketeers (1967)
- D'Artagnan and Three Musketeers (1979)
- D'Artagnan e os Três Mosqueteiros (1981)
- Young Blades (2005)
- The Musketeers (2014)
- Versailles (2015)

Cinema
- Os Três Mosqueteiros (1921)
- O Máscara de Ferro (1929)
- Três Mosqueteiros por Engano (1939)
- O Máscara de Ferro (1939)
- Os Três Mosqueteiros (1948)
- Cyrano and d'Artagnan (1964)
- O Absolutismo: A Ascensão de Luís XIV (1966)
- Os Três Mosqueteiros (1973)
- A Vingança de Milady (1974)
- O Homem da Máscara de Ferro (1977)
- A Volta dos Mosqueteiros (1989)
- Os Três Mosqueteiros (1993)
- O Homem da Máscara de Ferro (1998)
- Vozvrashchenie mushketyorov, ili Sokrovishcha kardinala Mazarini (2009)
- Minette (2010)
- Os Três Mosqueteiros (2011)